# Sève Feu de Joie

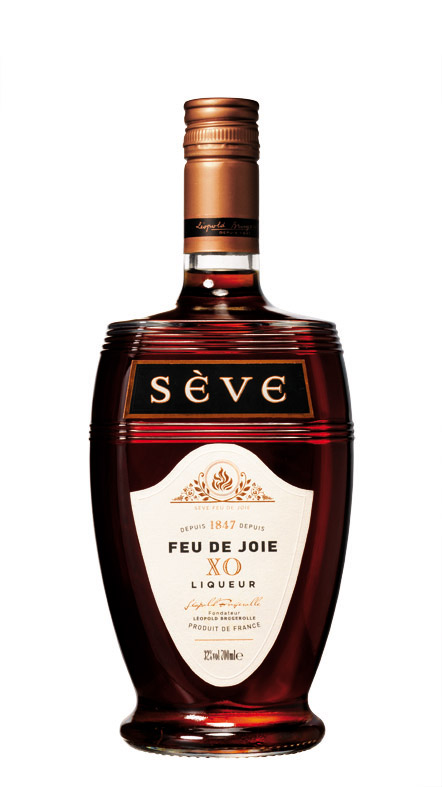
Sève Feu de Joie

Sève Feu de Joie ist ein Likör auf der Basis von – aus Wein destilliertem – Eau de vie, das auch als Grundstoff für die Herstellung von Cognac dient, und Mandelkernextrakten. Darüber hinaus werden wahrscheinlich auch andere Kräuterpflanzen sowie chemische Aromastoffe (Benzaldehyd) zur Abrundung des Aromas zugegeben – die genaue Rezeptur ist allerdings geheim. Zusammen mit dem Pineau des Charentes gehört Sève Feu de Joie zu den typischen Produkten der Charente. Es ähnelt geschmacklich dem italienischen Amaretto mit zusätzlichen Pflaumen- und Vanillenoten, hat aber einen deutlich höheren Alkoholgehalt (32–35 Vol.-%).
Die Grundrezeptur stammt aus dem Jahr 1847, seit 1898 wird der Likör in der speziell dafür gebauten Destillerie Léopold Brugerolles in Matha (Département Charente-Maritime) hergestellt. Über Lagerung und Reifezeit sind keine Informationen verfügbar.